# Manuel Margot
Manuel Margot Gomez (né le 28 septembre 1994 à San Cristóbal en République dominicaine) est un voltigeur des Dodgers de Los Angeles de la Ligue majeure de baseball.

## Carrière

### Red Sox de Boston
Manuel Margot signe son premier contrat professionnel en 2011 avec les Red Sox de Boston. 

### Padres de San Diego
Le 13 novembre 2015, il est avec le troisième but Carlos Asuaje, l'arrêt-court Javier Guerra et le lanceur gaucher Logan Allen l'un des 4 jeunes joueurs de ligues mineures que Boston échange aux Padres de San Diego contre le lanceur de relève droitier Craig Kimbrel.
Margot fait ses débuts dans le baseball majeur avec San Diego le 21 septembre 2016. 
Le 7 avril 2017, il frappe ses deux premiers circuits dans les majeures, aux dépens de Matt Cain des Giants de San Francisco.
Margot est le premier frappeur de l'histoire du SunTrust Park d'Atlanta, inauguré par un match entre les Padres et les Braves le 14 avril 2017, et sur le premier lancer de Julio Teheran, il frappe une balle au champ centre captée par Ender Inciarte pour le premier retrait effectué dans ce nouveau stade.

### Rays de Tampa Bay
Le 8 février 2020, San Diego l'échange avec le joueur de ligues mineures Logan Driscoll aux Rays de Tampa Bay contre le lanceur droitier Emilio Pagán.

### Dodgers de Los Angeles
Le 16 décembre 2023, Manuel Margot est échangé avec Tyler Glasnow aux Dodgers de Los Angeles contre Ryan Pepiot et Jonny DeLuca.